# Stictotarsus emmerichi
Stictotarsus emmerichi är en skalbaggsart som först beskrevs av Falkenström 1936.  Stictotarsus emmerichi ingår i släktet Stictotarsus och familjen dykare. Inga underarter finns listade i Catalogue of Life.